# Paraliza
Paraliza ili oduzetost je potpuni gubitak mišićnih funkcija jedne ili više mišićnih skupina. Obično uključuje gubitak osjeta u paraliziranom dijelu tijela.

## Uzrok
Najčešći uzrok paralize je oštećenje živčanog sustava ili mozga, osobito u dijelu leđne moždine. Djelomična oduzetost može se pojaviti tijekom REM faze sna. Glavni uzroci paralize su moždani udar, trauma, poliomielitis (polio), amiotrofična lateralna skleroza (ALS), botulizam (trovanje hranom), spina bifida (SB - rascjep kralježnice), multipla skleroza, te Guillain-Barréov sindrom. Trovanja koja utječu na živčane funkcije, kao što je npr. kurare, također mogu biti uzroci paralize.

## Unutarnje poveznice
- Cerebralna paraliza